# Louis Marin Charette de La Contrie
Louis Marin Charette de La Contrie, né le 17 avril 1759 à Couffé et mort le 21 février 1796 à La Bégaudière, à Saint-Denis-la-Chevasse, est un militaire français et un général royaliste de la guerre de Vendée.

## Biographie
Louis Marin Charette de La Contrie naît le 17 avril 1759 à Couffé. Il est le frère ainé de François Athanase Charette de La Contrie.
Louis Marin Charette décide faire carrière dans l'armée. Au début de la Révolution française, il est lieutenant au régiment de Viennois. Il quitte l'armée en 1790, à peu près au même moment que son frère. En novembre 1790, il se marie avec Marie Jeanne Loaisel et s'établit à Nantes, paroisse Saint-Clément,. Son nom n'apparaît sur aucune liste d'émigration. 
Dans un premier temps, Louis Marin Charette reste à l'écart de l'insurrection vendéenne. Entre avril 1792 et janvier 1795, il reste domicilié à La Chapelle-sur-Erdre, au nord de Nantes.
Il rejoint son frère au début de l'année 1795, au moment des négociations de la Jaunaye. En juin 1795 à la suite de la capture de Henri Allard, François Athanase Charette remet le commandement de la division des Sables-d'Olonne à Louis Marin. Le 27 juin ce dernier commande l'attaque de Beaulieu-sous-la-Roche, où il détruit un convoi républicain.
Louis Marin continue de combattre aux côtés de son frère et trouve la mort au combat de la Bégaudière, entre Saint-Sulpice-le-Verdon et Saint-Denis-la-Chevasse, le 21 février 1796.
Parmi ses enfants figure Charles Athanase Marie de Charette de La Contrie, né le 14 janvier 1796.